# Wolfgang Hermann Müller
Wolfgang Hermann Müller (* 26. Januar 1930 in Breslau) war ein deutscher Philosoph und Hochschullehrer.

## Biografie
Müller absolvierte sein Abitur 1956 in Herford und studierte in Marburg, Erlangen und Bonn. Assistent war er an der Universität Mainz. Danach arbeitete er als Lektor an der Universität Madras/Indien. Müller verbrachte viele Jahre in Indien und beschäftigte sich gründlich mit den dortigen Philosophien. 1964 wechselte er an die Pädagogische Hochschule Neuwied als Lehrer für Philosophie und Soziologie. Ebenda war er Rektor von 1966 bis 1969. Danach ging er an die Erziehungswissenschaftliche Hochschule Rheinland-Pfalz, Abteilung Koblenz. Diese wurde zur Universität Koblenz-Landau, Abteilung Koblenz. Bis zu seinem Tod hielt Müller dort als Emeritus ein Philosophieseminar ab.

## Positionen
Er vertrat die rechtsphilosophische Auffassung, dass der Jurisdiktion eine formale Ethik anstelle einer, so wie es heute im deutschen Recht der Fall ist, materialen Wertethik zugrunde liegen solle. Er begründete diesen Standpunkt damit, dass er der Ansicht war, dass eine ausufernde Fülle der Rechtsliteratur nicht zu juristischer Klarheit in der Judikative und noch weniger zu einer Rechtssicherheit des einzelnen Bürgers führe. Müllers Standpunkt war die Idee, dass eine Einführung einfacher Rechtsprinzipien zur Entschlackung rechtlicher Ideen beitrüge und somit eine Vereinfachung der deutschen Rechtsauffassung, will sagen Transparenz der Gerichtsurteile, sowie allgemeine Kenntnis der Rechtslage herbeiführen könne. Das Recht solle einfachen formalen Prinzipien folgen und sich nicht in komplexe Aufzählungen von Einzelheiten verzweigen.
Müller blickte auf immense Lesefrüchte zurück und führte als historische Zeugen seiner Ideen Namen wie Voltaire, Auguste Comte oder Thomas Robert Malthus an. Überall gab es das Versagen, einem einfachen Prinzip zu folgen, anstatt unendliche Einzelvorschriften zu produzieren, die letzten Endes verwirren.
In seinen Vorlesungen vermittelte er die Ideen vergangener Größen von Platon bis Kant. Unsympathisch waren ihm Strömungen, die aus philosophischer Sicht den Stellenwert der Vernunft herabzusetzen suchten. Hier könnten sowohl Nietzsche, als auch die Frankfurter Schule, aber auch Noam Chomsky gemeint sein, deren Theoreme ihm freilich geläufig waren.

## Veröffentlichungen
- Die Philosophie Edmund Husserls nach den Grundzügen ihrer Entstehung und ihrem systematischen Gehalt, Dissertation, 1956
- Eros und Sexus im Urteil der Philosophen, Bouvier Verlag, Bonn 1985, ISBN 978-3-416-01892-0
- Ethik als Wissenschaft und Rechtsphilosophie nach Immanuel Kant, Königshausen und Neumann, Würzburg 1992, ISBN 3884797085
- Prinzipien wirtschaftlichen Handelns und ihre Anwendung, Lang Verlag, 1996, ISBN 978-3-631-30477-8